# Simulium tarsale
Simulium tarsale es una especie de insecto del género Simulium, familia Simuliidae, orden Diptera.
Fue descrita científicamente por Williston, 1896.